# Górka Lasku
Górka Lasku – osada w Polsce położona w województwie świętokrzyskim, w powiecie kieleckim, w gminie Strawczyn.
W latach 1975–1998 miejscowość administracyjnie należała do województwa kieleckiego.